# Nanorurki węglowe

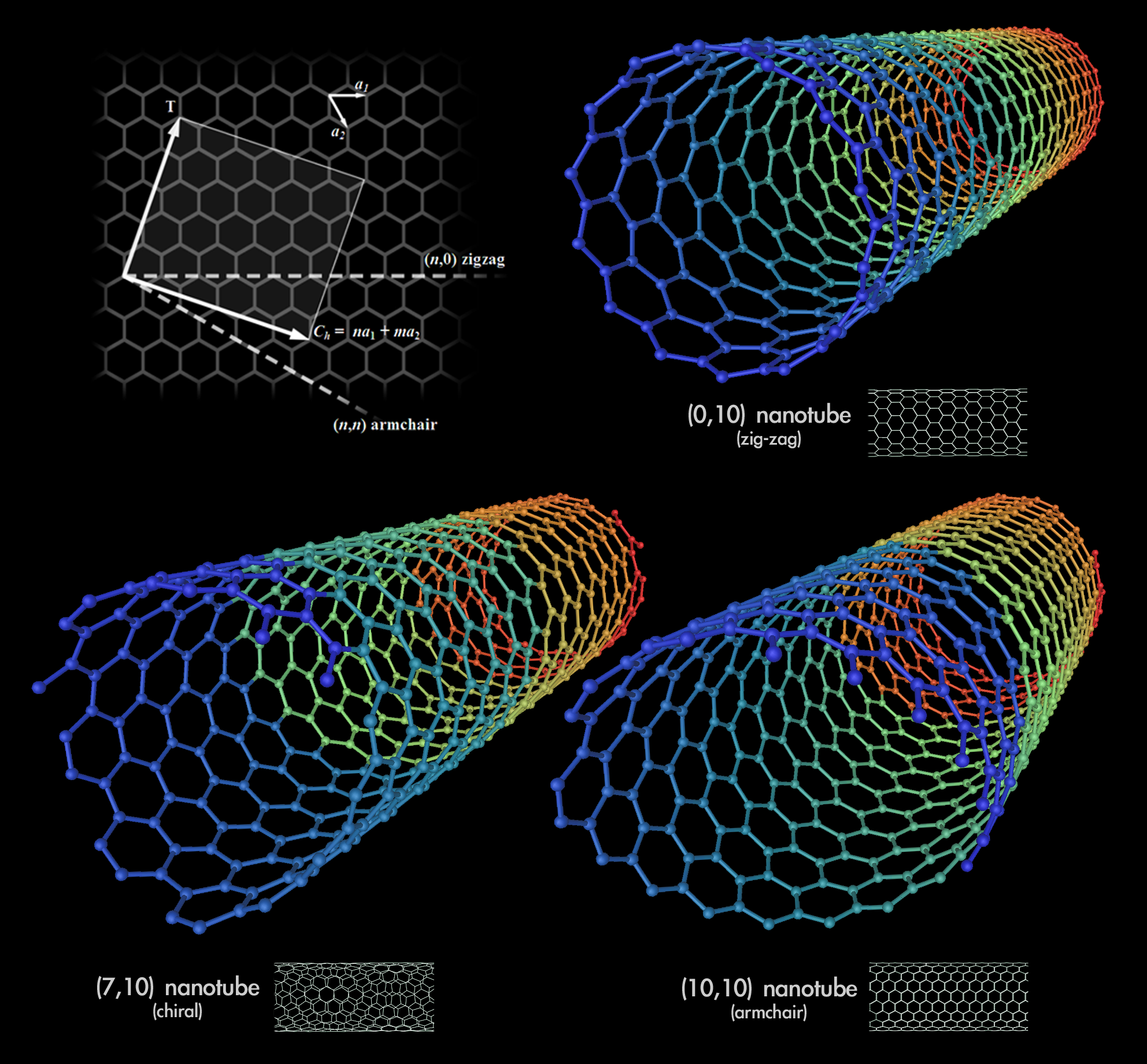
Trójwymiarowe modele struktury jednowarstwowych nanorurek węglowych

Animacja pokazująca trójwymiarową strukturę nanorurki węglowej

Nanorurki węglowe (CNTs, z ang. carbon nanotubes) – rodzaj nanorurek zbudowanych z węgla. Są one odmianą alotropową tego pierwiastka (obok grafitu, diamentu i fullerenów).
Zbudowane są ze zwiniętego grafenu (jednoatomowej warstwy grafitu). Odkryte zostały niedługo po fullerenach, w 1991 roku, przez Sumio Iijimę w sadzy wygenerowanej poprzez odparowywanie łukowo-wyładowcze elektrody grafitowej. Najcieńsze nanorurki węglowe mają średnicę od rzędu jednego nanometra, a ich długość może być miliony razy większa. Wykazują niezwykłą wytrzymałość na rozciąganie i własności elektryczne oraz są znakomitymi przewodnikami ciepła. Te własności sprawiają, że są badane jako obiecujące materiały do zastosowań w nanotechnologii, elektronice, optyce i badaniach materiałowych.
CNT są atrakcyjne dla szerokiego zakresu zastosowań ze względu na ich rozmiary, przewodność cieplną i elektryczną, wyjątkowo dużą powierzchnię właściwą, chemiczną obojętność. Przykładowe zastosowania obejmują kompozyty polimerowe o wysokiej wytrzymałości, materiały elektrodowe do akumulatorów o dużej pojemności, wydajne emitery pola do mikroskopii i litografii jako źródła elektronów, lampy rentgenowskie, magazyny wodoru, lampy wyładowcze, próżniowe wzmacniacze mikrofalowe, nanoelektronika, wypełniacze przewodzące. CNTs pod wpływem przyłożonego zewnętrznego pola elektrycznego emitują elektrony już w temperaturze pokojowej (emitery zimnych elektronów). Posiadają dużą gęstość elektronową na ich czubkach przez co mogą być używane jako bardzo wydajne końcówki do mikroskopów elektronowych (100 V zamiast 5kV). CNTs zostać także zostać wykorzystane w działach elektronowych, wyświetlaczach FED, biosensorach, ogniwach paliwowych, kompozytach, tranzystorach oraz technologii stealth. CNTs mogą być stosowane także jako włókna oraz jako kompozyt polimer/nanorurki węglowe do tekstyliów elektronicznych. Bardzo małe ilości nanorurek węglowych w polimerze mogą tworzyć perkolacyjną sieć, która sprawia, że polimer przewodzi, bez wypełniacza powodującego degradację początkowych właściwości matrycy. Są także doskonałym środkiem smarnym jak i dodatkiem do smarów i olejów. Trwają badania nad wykorzystaniem nanorurek węglowych do przechowywania wodoru. Takie nanorurki z wodorem w środku mogą być wykorzystywane jako ogniwa paliwowe zasilane wodorem do napędzania energooszczędnych i przyjaznych dla środowiska pojazdów. Kilka lat temu wytwarzanie nanorurek węglowych było bardzo skomplikowane i drogie. Obecnie znane są wydajne i stabilne oraz stosunkowo niedrogie metody produkcji, np. metoda CVD (Chemical Vapour Deposition).
Z chemicznego punktu widzenia, atomy węgla w nanorurkach węglowych połączone są wiązaniami o rzędzie większym od jedności (zawierają zdelokalizowane wiązania podwójne), w przeciwieństwie do pojedynczych wiązań tworzących diament, co pozwala nanorurkom uzyskiwać większą odporność na rozciąganie. Nanorurki samoczynnie zlepiają się we włókna za pomocą oddziaływań Van der Waalsa. Pod dużym ciśnieniem można nanorurki połączyć ze sobą, tworząc z nich niezwykle twarde materiały takie jak ADNR.

## Typy nanorurek węglowych
- Nanorurki jednościenne (SWNT, z ang. single-walled nanotubes) – zbudowane z jednej warstwy atomów, zwiniętej w rurkę o średnicy rzędu nanometra. Produkuje się je głównie metodą CVD etanolu na przygotowanych wcześniej podłożach kwarcowych, ze stali nierdzewnej lub krzemowych z naniesionym wcześniej katalizatorem kobalt, nikiel lub molibden, w temperaturze ok. 800 °C w atmosferze mieszanki argonu i wodoru. Nanorurka jednościenna może być zarówno doskonałym przewodnikiem oraz jednocześnie półprzewodnikiem dzięki zniekształceniom w sieci grafenowej. Nanorurki są chiralne ponieważ warstwę grafenu można zwinąć na różne sposoby. Nanorurka wtedy jest chiralna, jeśli ma typ (n,m), gdzie m > 0 i m ≠ n; wtedy jego enancjomer (odbicie lustrzane) ma typ (m,n), który jest inny niż (n,m)[10].

- Nanorurki wielościenne (MWNT, z ang. multi-walled nanotubes) – zbudowane z wielu warstw atomów, ułożonych w odstępach podobnie jak w graficie (0.335 nm), ok. 0.34 nm. Przypominają rosyjską lalkę – matrioszkę. Ich własności zależą od liczby warstw. Produkuje się je głównie metodą CVD toluenu z dodatkiem ferrocenu w temperaturze ok. 800 °C w atmosferze mieszanki argonu i wodoru, gdzie atomy żelaza z ferrocenu pełnią in-situ rolę katalizatora. Nanorurki dwuwarstwowe (DWNT, z ang. double-walled nanotubes) są szczególnie interesujące ponieważ zachowują przydatne własności jednowarstwowych, a jednocześnie są od nich znacznie odporniejsze chemicznie. Jest to szczególnie istotne przy modyfikowaniu własności nanorurek przez zrywanie niektórych wiązań pomiędzy atomami węgla – w przypadku DWNT modyfikowana jest wtedy jedynie zewnętrzna warstwa. Wielościenne nanorurki mogą formować tzw. układy lamelowe aligned carbon nanotubes[11][12], które są używane jako źródła elektronów emisji polowej w równoległej litografii wiązek elektronów, wzmacniaczach, przełącznikach i bardzo ostrych i wyraźnych wyświetlaczach. Nielamelowe układy MWNTs są używane jako elektrody do kondensatorów, akumulatorów i reakcji elektrochemicznych[13]. Nanorurki wielościenne można funkcjonalizować poprzez np. utlenienie niezwiązanych ich końców. Obszarów ich chemicznie modyfikowanych analogów jest nanomedycyna. MWNT mogą być stosowane jako podskórne czujniki glukozy, mikrocewniki, materiały inżynierii tkankowej, jako wektory niewirusowe w dostarczaniu genów i leków, np. te sterowane zewnętrznym polem magnetycznym ze względu na obecność ferromagnetycznych nanocząstek żelaza, głównie w rdzeniu nanorurek (pozostałość katalizatora w procesie produkcji)[14].

- Fuleryty – materiały uzyskiwane przez sprasowanie nanorurek w wysokiej temperaturze i ciśnieniu. Część nanorurek łączy się wtedy ze sobą za pomocą wiązań sp³. Uzyskany w ten sposób materiał może przewyższać twardością diament, a jednocześnie nie ma struktury krystalicznej i dzięki temu nie jest kruchy.

- Nanotorusy – nanorurki zwinięte w kształt torusa. Nanotorusy są badane ze względu na zaskakujące własności magnetyczne (ma 1000 razy większy moment magnetyczny na wybranym obszarze niż się spodziewano)[15][16].

## Struktura nanorurek jednościennych
Strukturą idealnej jednościennej nanorurki węglowej jest sieć heksagonalna nawinięta na (nieskończony) walec. Jednościennej nanorurce węglowej odpowiada pewien wycinek sieci krystalicznej grafenu, z której nanorurkę można koncepcyjnie skonstruować poprzez wycięcie odpowiedniego, nieskończonie długiego pasa o skończonej szerokości, zwinięcie a następnie zszycie wzdłuż krawędzi nieskończonych.
Fizyczny grafen ma skończone rozmiary i w związku z tym posiada krawędź. Istnieje możliwość wytworzenia grafenu o krawędzi zigzag oraz armchair. Krawędź typu zigzag jest ścieżką złożoną z atomów węgla, które układają się raz w lewo a raz w prawo w taki sposób, że jeśli połączyć je linią łamaną to utworzone kąty wypukłe miałyby miarę 120°. Krawędź typu armchair jest natomiast ścieżką, w której najpierw dwa atomy układają się po stronie lewej a następne dwa — po stronie prawej, dając kształt przypominający oparcie fotela obrotowego (stąd nazwa). Obydwie krawędzie są wykorzystywane do opisu tzw. chiralności nanorurki. Nanorurki typu zigzag oraz armchair posiadają na obwodzie walca ścieżkę typu odpowiednio zigzag oraz armchair. Istnieją też nanorurki innych typów. Do opisu typu nanorurki wykorzystuje się wspomnianą chiralność wraz z liczbami (n, m).
Struktura krystaliczna grafenu to sieć heksagonalna z bazą składającą się z dwóch (w związku z tym nierównoważnych) atomów węgla. Translację między atomami równoważnymi w tej strukturze można opisać jako wektor {\displaystyle n{\vec {u}}+m{\vec {v}}}, gdzie {\displaystyle {\vec {u}}} oraz {\displaystyle {\vec {v}}} są wektorami translacji prymitywnych sieci heksagonalnej. Oznacza to, że przejście między atomami równoważnymi A1 i A2 jest opisane poprzez indeksy (n, m), które wynikają z translacji. Łatwo zauważyć, że nanorurki typu zigzag po rozwinięciu na płaszczyznę grafenu rozwijają swój obwód na wektor opisany przez liczby (n, 0). Stąd też nanorurki typu zigzag są określone jako (n, 0). Nanorurki typu armchair są określone jako (n, n). Podsumowując i uogólniając, nanorurka może być określona przez parę liczb (n, m) nazywaną indeksem chiralności (ang. chiral index) wynikającą z wektora translacji na który rozwijany jest jej obwód nazywanego w tym kontekście wektorem chiralności {\displaystyle {\vec {C}}_{\mathrm {h} }} (ang. chirality vector).
Mimo że nanorurki typu zigzag oraz armchair są wykorzystywane w opisie zagadnienia chiralności nanorurek, to zarówno typ zigzag jak i armchair jest achiralny. Oznacza to, że można wskazać płaszczyznę odbicia, które to odbicie przekształca nanorurkę zigzag lub armchair w nią samą.
Kąt {\displaystyle \theta \in [0^{\circ },30^{\circ }]} między wektorami {\displaystyle {\vec {C}}_{\mathrm {h} }} oraz {\displaystyle {\vec {u}}} jest nazywany kątem chiralnym (ang. chiral angle lub helix angle). Nanorurka typu zigzag posiada {\displaystyle \theta =0^{\circ }} a dla armchair {\displaystyle \theta =30^{\circ }}. Jeśli {\displaystyle 0^{\circ }<\theta <30^{\circ }} (nierówność ostra) to nanorurka jest typu określanego jako chiralny.
Obwód idealnej nanorurki (długość wektora chiralności) ma związek z równaniem diofantycznym oraz liczbami całkowitymi Eisensteina i wyraża się równaniem:
{\displaystyle C_{\mathrm {h} }=a{\sqrt {n^{2}+nm+m^{2}}}}
gdzie {\displaystyle a=|{\vec {u}}|=|{\vec {v}}|} jest stałą sieciową grafenu. Dla kąta chiralnego zachodzi równość:
{\displaystyle \operatorname {tg} \theta ={\frac {{\sqrt {3}}m}{2n+m}}}

## Właściwości

### Mechaniczne
Nanorurki są jednymi z najwytrzymalszych i najsztywniejszych znanych materiałów. Wytrzymałość na rozciąganie nanorurek wielowarstwowych sięga 63 GPa. Dla porównania, hartowana stal osiąga wytrzymałość rzędu 1,2 GPa. W połączeniu z niewielką gęstością rzędu 1,3–1,4 g/cm³ daje to najlepszy rezultat spośród znanych ludzkości materiałów.
Nanorurki nie są natomiast wytrzymałe na zgniatanie. Z powodu elastyczności i pustej struktury łatwo wyginają się i odkształcają pod wpływem sił ściskających lub zginających.

### Kinetyczne
W nanorurkach wielowarstwowych wewnętrzne warstwy mogą ślizgać się prawie bez tarcia wewnątrz zewnętrznych, tworząc idealne atomowe łożyska. Własności te wykorzystano do konstrukcji pierwszych prostych molekularnych mechanizmów: nanorotorów i nanopotencjometrów.

### Elektryczne
W zależności od ułożenia linii wiązań wzdłuż albo w poprzek nanorurki, nanorurki mogą być dobrymi przewodnikami lub półprzewodnikami. W teorii nanorurki mogą przewodzić prąd o 1000-krotnie większym natężeniu niż przewody metalowe o analogicznej masie. Dzięki zastosowaniu nanorurek w 2001 udało się stworzyć tranzystor, który do zmiany stanu (włączony/wyłączony) potrzebuje tylko jednego elektronu. Naukowcy przewidują, że zastosowanie nanotechnologii w elektronice cyfrowej pozwoli na konstruowanie coraz szybszych i coraz mniejszych komputerów i układów scalonych.

### Termiczne
Wszystkie nanorurki znakomicie przewodzą ciepło wzdłuż swojej struktury (dzięki przewodnictwu balistycznemu), natomiast bardzo słabo przewodzą ciepło w poprzek. Przewiduje się, że nanorurki węglowe mogą przewodzić do 6,00 W/m·K w temperaturze pokojowej. Dla porównania miedź, uznawana za znakomity przewodnik ciepła przewodzi 3,5 W/m·K. Nanorurki wytrzymują temperatury do 2800 °C w próżni i do około 750 °C w powietrzu.
| Właściwości mechaniczne                                              | CNTs                       | Stal      | Diament     | Kevlar |
| -------------------------------------------------------------------- | -------------------------- | --------- | ----------- | ------ |
| Moduł Younga dla MWNTs [TPa]                                         | ~1–1,2                     | 0,200     | 0,001       | 0,046  |
| Moduł Younga dla lin SWNTs [TPa]                                     | ~1                         |           |             |        |
| Wytrzymałość na rozciąganie dla lin SWNTs [GPa]                      | ~60                        | 5,0       | 1,2         | 3,6    |
| Właściwości elektryczne                                              | CNTs                       | Żelazo    | Diament     |        |
| Typowa oporność dla SWNTs i MWNTs [Ω*m]                              | 1·10-6                     | 9,71·10-8 | 1·1015-1018 |        |
| Właściwości elektroniczne                                            | CNTs                       |           | Diament     |        |
| Pasmo wzbronione dla SWNT: której n–m jest podzielne przez 3 [eV]    | 0 (metaliczny)             |           | 5,45        |        |
| Pasmo wzbronione dla SWNT: której n–m jest niepodzielne przez 3 [eV] | 0,4–0,7 (półprzewodnikowy) |           |             |        |
| Pasmo wzbronione dla MWNT [eV]                                       | ~0 (nieprzewodzący)        |           |             |        |
| Właściwości termiczne w 20 °C                                        | CNTs                       | Srebro    | Diament     | Miedź  |
| Przewodnictwo cieplne [W/m*K]                                        | 1,50–58,0                  | 4,6       | 20          | 3,5    |
| Właściwości fizyczne                                                 | CNTs                       | Stal      | Diament     | Kevlar |
| Gęstość [g·cm3]                                                      | 1,33–1,40                  | 7,90      | 3,52        | 1,38   |

### Szkodliwość
W roku 2008 stwierdzono, że niektóre rodzaje nanorurek mogą wywoływać zmiany nowotworowe u myszy – międzybłoniaka opłucnej, podobnie jak azbest. Szkodliwość nanorurek zależy w znacznym stopniu od ich budowy i dotyczy szczególnie struktur długich i cienkich; dla niektórych rodzajów nanorurek nie zaobserwowano natomiast szkodliwości. Problem ten jest intensywnie badany w wielu laboratoriach.

## Zastosowania
Ze względu na swoją wytrzymałość i elastyczność, nanorurki węglowe są dobrymi kandydatami zarówno na elementy planowanych nanomaszyn i metamateriałów, jak i do zastosowań w dużej skali.

### Konstrukcje
Choć włókna utworzone z nanorurek węglowych mogą nie mieć aż tak dobrych parametrów jak pojedyncze nanorurki, wciąż mogą znacznie przewyższać współcześnie używane materiały. Obecnie pierwsze takie materiały zostały już wytworzone. Na Tour de France 2006 Floyd Landis korzystał z roweru, którego konstrukcję wzmocniono nanorurkami węglowymi. Pozwoliło to zmniejszyć masę ramy roweru do jednego kilograma. Materiały tego typu potencjalnie mogą znaleźć wiele zastosowań w przyszłej inżynierii.
W badaniach w 2006 roku znaleziono nanorurki węglowe w stali damasceńskiej, co mogło zwiększać jej wytrzymałość.
Jednym z najbardziej ambitnych projektów jest użycie nanorurek węglowych do konstrukcji windy kosmicznej. Wymaga to jednak znacznego postępu zarówno w ilości, jak i jakości wytwarzanych materiałów z nanorurek.

### Układy elektroniczne
Nanorurki węglowe mogą stać się podstawą przyszłych układów elektronicznych. Przy ich pomocy stworzono już tranzystory mogące działać w temperaturze pokojowej i przełączać się przy użyciu pojedynczego elektronu.
Jedną z głównych przeszkód przed budowaniem większych układów był brak technologii do tworzenia nanorurek w wystarczających ilościach. W 2001 roku IBM zademonstrował metodę wytwarzania tranzystorów na masową skalę, w procesie nazwanym „konstruktywną destrukcją”. Metoda ta umożliwiła stworzenie układu zawierającego ponad miliard właściwie ułożonych złącz z nanorurek. Niewłaściwe łącza można było usunąć korzystając ze standardowej litografii. W 2004 roku uzyskano pierwszy układ pamięci oparty na nanorurkach.